# San Miguel, Acayucan
San Miguel är en ort i Mexiko.   Den ligger i kommunen Acayucan och delstaten Veracruz, i den sydöstra delen av landet, 500 km öster om huvudstaden Mexico City. San Miguel ligger 143 meter över havet och antalet invånare är 692.
Terrängen runt San Miguel är lite kuperad. Runt San Miguel är det ganska tätbefolkat, med 72 invånare per kvadratkilometer. Närmaste större samhälle är Acayucan, 14,2 km söder om San Miguel. Omgivningarna runt San Miguel är en mosaik av jordbruksmark och naturlig växtlighet.